# Mussismilia braziliensis
Mussismilia braziliensis là một loài san hô trong họ Mussidae. Loài này được Verrill mô tả khoa học năm 1867.